# Lydia Clarke

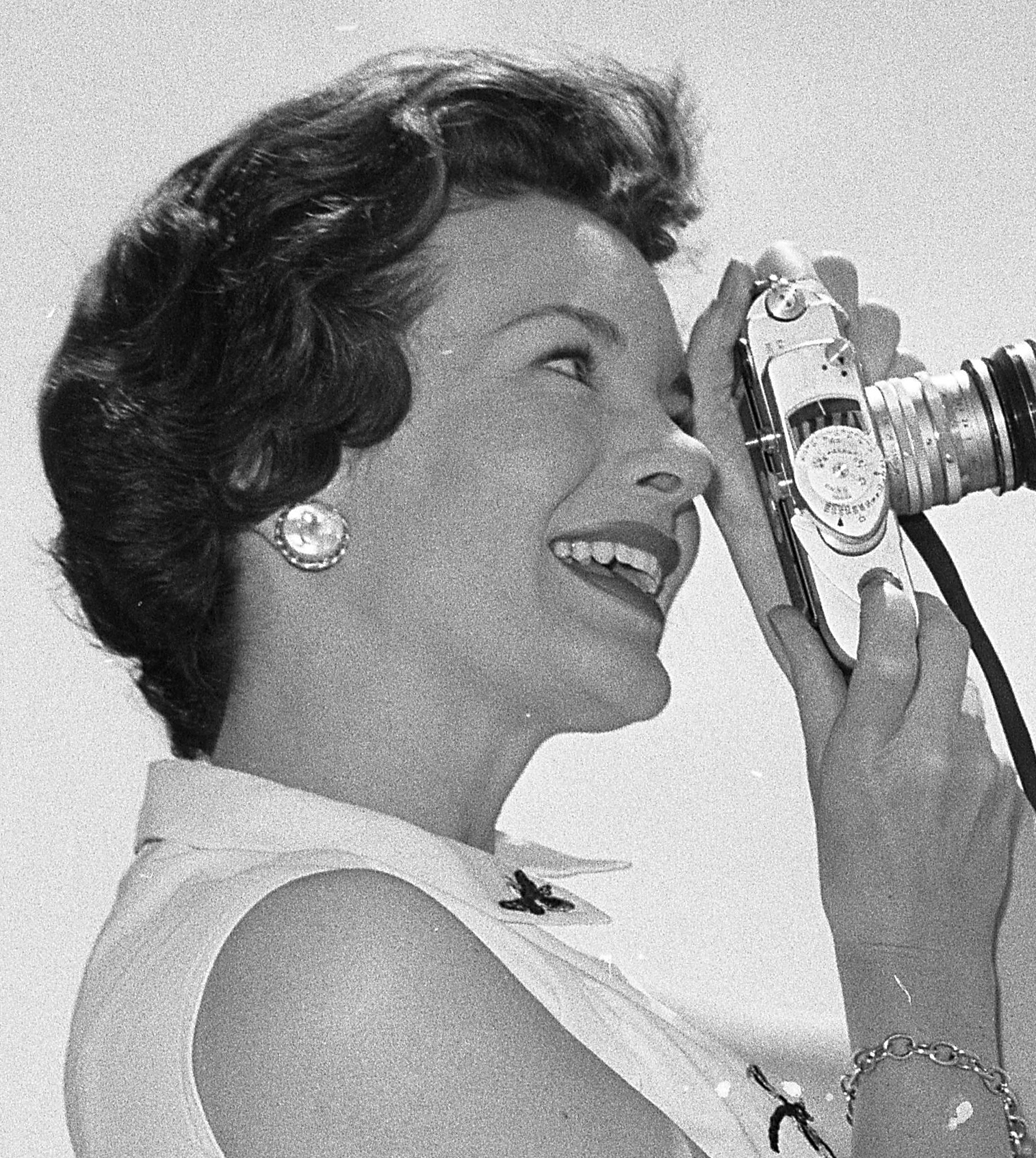
Lydia Clarke (1960)

Lydia Marie Clarke Heston (* 14. April 1923 in Two Rivers, Wisconsin; † 3. September 2018 in Santa Monica, Kalifornien) war eine US-amerikanische Schauspielerin und Fotografin. Bekanntheit erlangte sie als Ehefrau des Schauspielers Charlton Heston, mit dem sie im Verlauf ihrer Karriere auch mehrfach zusammenarbeitete.

## Leben
Lydia Marie Clarke wurde 1923 in Two Rivers geboren. Sie begann ihre Laufbahn als Fotografin, ehe sie 1944 den Schauspieler Charlton Heston kennenlernte und wenig später heiratete. Die Ehe hielt bis zu Hestons Tod im April 2008. Das Paar hatte zwei gemeinsame Kinder.
Durch ihren Mann wurde Clarke 1950 selbst als Schauspielerin tätig. Neben Gastrollen in Fernsehserien wirkte sie auch als Nebendarstellerin in mehreren Spielfilmen ihres Mannes mit, darunter 1952 als Zirkusmädchen in dem halbdokumentarischen Film Die größte Schau der Welt. In dem Thriller Die Stadt der tausend Gefahren von 1952 war Clarke in der weiblichen Hauptrolle zu sehen. Es blieb ihr größter und bekanntester Filmauftritt.
1953 übernahm Clark eine Nebenrolle im Melodram Bad for Each Other. 1968 spielte sie in einer Nebenrolle als Mrs. Fraker in dem Western Der Verwegene als Filmpartnerin von William Schallert. Sie trat zudem als Gastdarstellerin in mehreren Fernsehserien und Shows auf, darunter 1950 und 1952 in zwei Folgen von Westinghouse Studio One. Ihren letzten Filmauftritt hatte Clarke 2003 in der Fernseh-Dokumentation Lasting Love, für die sie gemeinsam mit ihrem Mann interviewt wurde.
Nach dem Ende ihrer Schauspielkarriere wirkte Lydia Clarke im Camera and Electrical Department als Standfotografin bei der Literaturverfilmung Der Omega-Mann von 1971 sowie bei dem Abenteuerfilm Goldfieber von 1982 mit. In beiden Filmen spielte Charlton Heston die Hauptrolle. In späteren Jahren betätigte sich Clarke unter anderem an der Seite ihres Mannes als Darstellerin und Co-Regisseurin in Produktionen des Thomas Wolfe Memorial Theatre in Asheville.
Lydia Clarke starb am 3. September 2018 im Alter von 95 Jahren im UCLA Medical Center in Santa Monica. Todesursache waren Komplikationen von einer Lungenentzündung. Sie wurde an der Seite ihres Mannes in einem Kolumbarium der Saint Matthews Episcopal Church in Pacific Palisades bestattet.

## Filmografie

### Als Darstellerin
- 1950: Studio One (Fernsehserie, zwei Folgen)
- 1950: The Road to Jericho (Fernsehreihe)
- 1952: Captain-General of the Armies (Fernsehreihe)
- 1952: Die größte Schau der Welt (The Greatest Show on Earth)
- 1952: Die Stadt der tausend Gefahren (The Atomic City)
- 1953: Bad for Each Other
- 1968: Der Verwegene (Will Penny)
- 1981: This Is Your Life: 30th Anniversary Special (Fernsehspecial)
- 2003: Lasting Love (Fernsehfilm)

### Als Standfotografin
- 1971: Der Omega-Mann (The Omega Man)
- 1982: Goldfieber (Mother Lode)